# ڀ
Behaʾ (ڀ) est une lettre additionnelle de l’alphabet arabe utilisée dans l’écriture de l’od et du sindhi dans lequel elle représente une consonne occlusive bilabiale voisée aspirée [bʱ].